# Concerto pour piano
Ne doit pas être confondu avec Concerto pour piano seul.

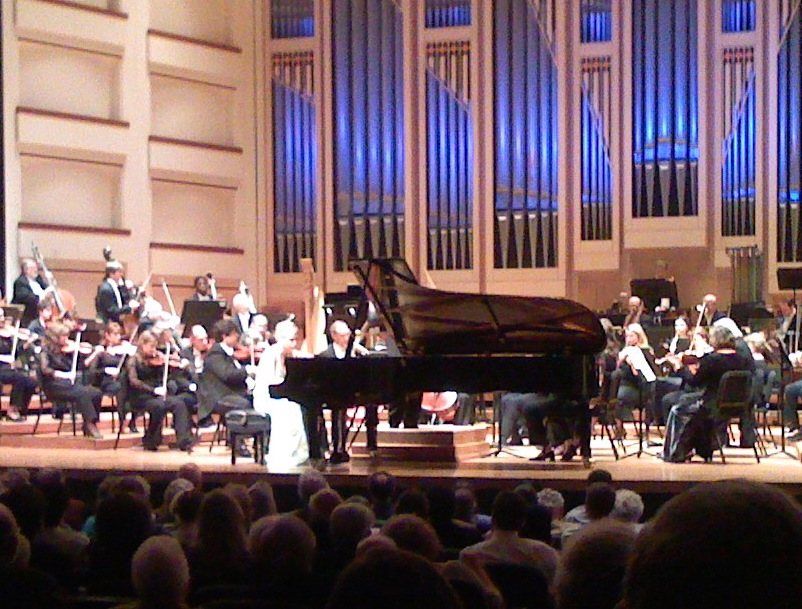
L'interprétation d'un concerto pour piano implique un piano et un orchestre.

Le concerto pour piano est un genre musical associant un pianiste soliste à une formation orchestrale. La plupart des concertos du répertoire sont écrits pour piano ou violon, mais on trouve des œuvres pour n'importe quel instrument.
Avant l'apparition du piano ou piano-forte à la fin du XVIIIe siècle, l'époque baroque a produit des concertos pour clavier en utilisant le clavecin. Mais la faible intensité sonore de l'instrument ne lui permet pas d'entrer en compétition avec un grand orchestre. Aujourd'hui, ces pièces sont indifféremment jouées sur piano ou clavecin.
À partir de 1770, l'essor du pianoforte va progressivement supplanter le violon comme instrument concertant.

## Caractères généraux
Comme pour les œuvres consacrées aux autres instruments, le concerto pour piano fait dialoguer le soliste avec l'orchestre. Il est généralement structuré en trois mouvements (vif-lent-vif) et réserve des passages de virtuosité au soliste dans les cadences.

## Caractères spécifiques
Dans les concertos pour les autres instruments, et notamment le concerto pour violon, le soliste sort du rang de l'orchestre, de la masse, prêt à s'y fondre à nouveau, donnant une certaine souplesse au dialogue.
En revanche, le piano ne sort pas de l'orchestre (hors du continuo de l'instrument à clavier baroque) et son timbre irréductible ne permet pas son inclusion anonyme dans la masse orchestrale, ce qui donne au genre une dramaturgie insurpassable.
Quelques compositeurs, dont Mozart, ont écrit des concertos pour 2 ou 3 pianos.

## Principaux compositeurs de concertos pour piano
- Jean-Sébastien Bach - 13 concertos pour clavecin, concerto no 5 en ré majeur issu des concertos brandebourgeois
- Béla Bartók - 3 concertos : no 1, no 2 et no 3
- Ludwig van Beethoven - 7 concertos : no 0 Wo0. 6, no 1, no 2, no 3, no 4, no 5. Le 6e concerto pour piano est une transcription par Beethoven de son concerto en ré pour violon et orchestre.
- Johannes Brahms - 2 concertos : no 1 ; no 2
- Ferruccio Busoni - 1 concerto
- Frédéric Chopin - 2 concertos : no 1 ; no 2
- Dmitri Chostakovitch - 2 concertos : no 1 et no 2
- Raffaele D'Alessandro - 3 concertos
- John Field - 7 concertos
- George Gershwin : Concerto en fa
- Alberto Ginastera - 2 concertos
- Edvard Grieg - 1 concerto : Concerto en la mineur, op. 16
- Hermann Haller - 2 concertos
- Dmitri Kabalevski - 4 concertos : no 1, no 2, no 3 et no 4
- Franz Liszt - 2 concertos : no 1 et no 2
- Frank Martin - 2 concertos : no 1 et no 2
- Bohuslav Martinů - 5 concertos
- Felix Mendelssohn - 2 concertos : no 1 et no 2
- Peter Mieg - 2 concertos
- Moritz Moszkowski - 2 concertos : Concerto no 1 en si mineur, op. 3 et Concerto no 2 en mi majeur, op. 59
- Wolfgang Amadeus Mozart - 23 concertos
- Ignacy Paderewski - 1 Concerto : Concerto pour piano et orchestre op. 17
- Francis Poulenc - 2 concertos : Concerto pour piano ; Concerto en ré mineur pour deux pianos et orchestre
- Sergueï Prokofiev - 5 concertos : no 1, no 2, no 3, no 4 pour la main gauche et no 5
- Sergueï Rachmaninov - 4 concertos : no 1, no 2, no 3 et no 4
- Maurice Ravel - 2 concertos : Concerto en sol et Concerto pour la main gauche
- Einojuhani Rautavaara - 3 concertos : no 1, no 2 et no 3
- Max Reger - 1 concerto
- Camille Saint-Saëns - 5 concertos : no 1, no 2, no 3, no 4 et no 5
- Clara Schumann - 1 concerto : Concerto en la mineur, op. 7
- Robert Schumann - 1 concerto : Concerto en la mineur
- Alexandre Scriabine - 1 concerto : Concerto en fa dièse mineur
- Heinrich Sutermeister - 3 concertos
- Piotr Ilitch Tchaïkovski - 3 concertos : no 1, no 2 et no 3
- Alexandre Tcherepnine - 6 concertos